# Sloan Digital Sky Survey
Sloan Digital Sky Survey (sau prescurtat SDSS) este un program de cercetare și de supraveghere a obiectelor cerești care folosește un telescop optic dedicat cu diametrul de 2,5 metri, situat la Observatorul Apache Point, și demarat în anul 2000.
Acest program poartă numele fundației Alfred P. Sloan și are ca scop să cartografieze 25 % din bolta cerească și să înregistreze informațiile relative la 100.000.000 de obiecte cerești.

## Observații
SDSS utilizează telescop optic dedicat cu diametrul de 2,5 metri, și ia imagini prin cinci filtre diferite (numite u, g, r, i și z). Aceste imagini sunt analizate pentru producerea unei liste a obiectelor observate cât și diverși parametri, cum sunt magnitudinea aparentă, magnitudinea absolută, tipul lor, …
Aceste date permit și selecționarea țintelor pentru măsurători spectroscopice. În timpul unei observații spectroscopice se selecționează o regiune a cerului care va fi observată printr-o placă spectroscopică. Pe această placă sunt dispuse, cu mâna, 640 de fibre optice. Fiecărei fibre i se asociază un obiect ceresc. Fiecare obiect având o prioritate diferită: QSR (quasarii) sunt prioritatea numărul 1, apoi vin  galaxiile și LRG (Luminous Red Galaxies), îndeosebi. Telescopul este capabil să înregistreze în orice moment 640 de spectre diferite. În practică doar 592 de fibre sunt alocate obiectelor, celelalte 48 care rămân sunt utilizate pentru etalonarea spectrelor.  
Este  posibil, prin urmare, ca într-o noapte să se gereze mai multe mii de obiecte cerești. Odată observarea terminată, informațiile colectate vor fi analizate printr-o gamă largă de software cu scopul de a se obține măsurători fotometrice și spectroscopice.

## Accesul la date
SDSS face datele accesibile via Internet. SkyServer furnizează o gamă de interfețe care permit accesul la o bază de date Microsoft SQL Server. Există mai multe mijloace pentru accederea la date:
- formulare de căutare pe site-ul skyserver cu o durată de timp și spațiu limitată (nu mai mult de 10 minute sau mai mult de 10MB);
- CasJob care este o bază de date care permite accesul direct la date cu o limită de timp de mai multe ore și spațiu de 500MB via unor cereri SQL;
- CasJob în linie de comenzi
- interfață emacs

Spectrele și imaginile sunt accesibile prin acest mijloc, iar interfețele sunt concepute pentru a fi ușor de utilizat pe cât posibil (sub rezerva înțelegerii bazei de date MySQL). Este posibil să se obțină o informație asupra unui obiect, furnizând doar coordonatele (ascensia dreaptă și declinația).
{…}

## Rezultate
Alături de publicațiile care descriu SDSS, datele programului Sloan Digital Sky Survey au fost utilizate pentru publicații care acoperă o foarte mare varietate de subiecte legate de astronomie. Site-ul web al SDSS listează mulțimea acestor publicații, mergând de la quasarii îndepărtați situați la limitele Universului observabil, de la distribuția galaxiilor, de la proprietățile stelelor din propria noastră Galaxie, la subiecte cum sunt materia neagră sau energia neagră.
Când doi astronomi canadieni au susținut că au descoperit 234 de civilizații extraterestre prin analiza bazei de date Sloan Digital Sky Survey (SDSS), Douglas Vakoch și-a exprimat îndoiala privind explicația constatărilor lor, observând că ar fi ceva neobișnuit ca toate stelele să pulseze exact la aceeași frecvență, numai dacă ar fi făcut parte dintr-o rețea coordonată: "Dacă faceți un pas înapoi", a spus el, "asta ar însemna că aveți 234 de stele independente, care toate au decis să transmită exact în același fel".